# 拿破崙的陰莖

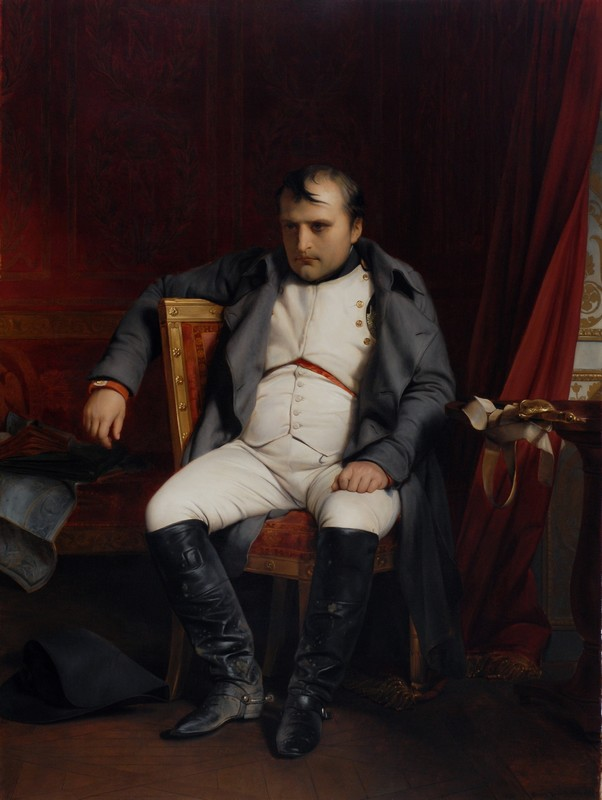
1814年4月4日，從楓丹白露宮退位後的拿破崙，保羅·德拉羅什繪製。

拿破崙的陰莖是部分民間野史流傳的故事，根據該說法，拿破仑一世該部位在1821年其去世後不久的一次驗屍中被切除。自那時起，該部位經過了幾位擁有者的收藏，其中包括美國收藏家A.S.W羅森巴赫，他於1927年在紐約市向公眾展出了它。自1977年約翰·K·拉蒂默購買該物件後，該物件現仍由拉蒂默的家族持有，並作為私人物品保存。根據描述，它被形容為類似「一塊皮革或一條乾癟的小鰻魚」。 然而，此傳言並不被史學界所採納，拿破崙的傳記作者菲利普·德威爾稱此說法「異想天開」。

## 沿革
自從在滑鐵盧戰役戰敗後，拿破崙被流放到大西洋上的聖赫勒拿島。他於1821年5月5日在島上去世，並在死後進行了屍檢，有人聲稱進行屍檢的醫生弗朗切斯科·安托馬爾基割下了他的陰莖以及其他一些身體部位。割下陰莖是否是故意的還是意外的尚不清楚。有些人表示，安托馬爾基可能受到了拿破崙的牧師賄賂，以此作為拿破崙曾稱其「無能」的報復。拿破崙的傳記作者菲利普·德威爾認為安托馬爾基割下陰莖的說法「異想天開」。
據稱，割下的陰莖被拿破崙的牧師帶走，他將其偷偷帶回了自己在科西嘉的家中。這件物品一直留在牧師的家庭中，直到1916年由倫敦的一家書店馬格斯兄弟有限公司購買。1924年，費城的書商A.S.W羅森巴赫購得此物。
1927年，這件物品在紐約市的法國藝術博物館展出。《時代雜誌》的評論員形容它像一條「被虐待的鹿皮鞋帶」。其他在場的人認為它看起來像「一塊皮革或乾癟的鰻魚」。羅森巴赫將這件物品賣給了一位名叫唐納德·海德（Donald Hyde）的收藏家，他的妻子在海德去世後將其贈予了與羅森巴赫關係密切的書商約翰·F·弗萊明（John F.Fleming）。另一位收藏家隨後購買了這件物品，並嘗試透過佳士得拍賣行拍賣，但未能成功。
該次拍賣結束之後，詹姆斯·科明閱讀了一份關於拿破崙相關物品收藏家埃里克·勒維納（Eric LeVine）的聲明，他用「某個部位」來委婉地指代這件物品，而沒有直接稱其為「陰莖」。1977年，泌尿科醫生兼文物收藏家約翰·K·拉蒂默以3,000美元（相當於2023年的15,084美元）購得此物。目前，這件物品由他的女兒埃文·拉蒂默（Evan Lattimer）擁有。她曾經收到至少10萬美元的報價。

## 特徵
《紐約時報》的朱迪思·帕斯科將保存下來的陰莖描述為「幾乎無法辨認的人體部位」，其真實性尚不明確。在第四頻道播出的紀錄片《死於名聲的DNA》中，這個物品被描述為「非常小」，測量結果為1.0英寸（2.5厘米）。目前尚不清楚它在拿破崙生前的大小。現任物品的擁有者只允許十個人看到它，而且它從未被錄製在鏡頭上。